# 1970 dans le catholicisme
Chronologie du catholicisme
- 1966
- 1967
- 1968
- 1969
- 1970
- 1971
- 1972
- 1973
- 1974

Cet article présente les faits marquants de l'année 1970 dans le catholicisme.

## Évènements
- 25 janvier : canonisation de Soledad Torres Acosta.
- 3 mai : canonisation de Léonard Murialdo.
- 10 mai : canonisation de Thérèse Couderc.
- 31 mai : canonisation de Jean d'Avila.
- 21 juin : canonisation des Martyrs franciscains de Terre sainte.
- 27 septembre : Sainte Thérèse d'Avila est proclamée Docteur de l'Église par le pape Paul VI (première femme à recevoir ce titre).
- 4 octobre : Sainte Catherine de Sienne est proclamée Docteur de l'Église par le pape Paul VI.
- 25 octobre : canonisation des Martyrs d'Angleterre.
- 1er novembre : fondation de la Fraternité sacerdotale Saint-Pie-X par Marcel Lefebvre.
- 25 novembre au 5 décembre : voyage apostolique du pape en Iran, au Bangladesh, aux Philippines, aux Samoa américaines, aux Samoa, en Australie, en Indonésie, à Hong Kong et au Sri Lanka, dernier voyage de Paul VI hors d'Italie.
- 26 décembre : érection du diocèse de Saint-Étienne par décret du pape Paul VI[1].

## Naissances
- 7 janvier : Hugues de Woillemont, prêtre français, secrétaire général de la Conférence des évêques de France
- 8 janvier : Mauricio Rueda Beltz, prélat colombien, diplomate du Saint-Siège et archevêque titulaire de Cingoli (it)
- 15 janvier : Michael Gerber, prélat allemand, évêque de Fulda
- 24 janvier : Gaël Giraud, prêtre jésuite, économiste et enseignant français
- 5 février : Florian Wörner, prélat allemand, évêque auxiliaire d'Augsbourg et évêque titulaire d'Hierpiniana (de)
- 7 février : Christian Riesbeck, prélat canadien, évêque de Saint-Jean
- 18 février : Majdi Allawi, prêtre libanais converti de l'islam, miraculé, engagé auprès des toxicomanes
- 26 mars : Michael Francis Crotty, prélat irlandais, diplomate du Saint-Siège et archevêque titulaire de Lindisfarne (de)
- 28 avril : Raymond Tapiwa Mupa (de), prélat zimbabwéen, évêque de Chinhoyi (en)
- 11 mai : Jean-Charles Nault, prélat régulier et théologien français, abbé de Saint-Wandrille
- 26 juin : Olivier Schmitthaeusler, prélat et missionnaire français, vicaire apostolique de Phnom-Penh et évêque titulaire de Catabum Castra (de)
- 16 juillet : Paolo Rudelli, prélat italien, diplomate du Saint-Siège et archevêque titulaire de Mesembria
- 11 août : Joseph Oliach Eciru (en), prélat ougandais, évêque de Soroti (en)
- 26 août : Kornelius Sipayung, prélat indonésien, archevêque de Medan
- 20 septembre : Beat Grögli, prélat suisse, évêque de Saint-Gall
- 16 octobre : Tomasz Grysa, prélat polonais, diplomate du Saint-Siège et archevêque titulaire de Rubicon (de)
- 12 novembre : Giuseppe Laterza (en), prélat italien, diplomate du Saint-Siège et archevêque titulaire de Vartana (de)
- 22 novembre : Pierre-Olivier Tremblay, prélat canadien, évêque de Hearst-Moosonee
- 26 novembre : Baldassare Reina, cardinal italien de la Curie, précédemment archevêque titulaire d'Aquae-en-Maurétanie (de)
- Date précise inconnue : 
  - John Berg, prêtre traditionaliste américain, supérieur de la FSSP

## Décès

### Janvier
- 9 janvier : Adam Hefter, prélat allemand, évêque de Gurk (° 6 décembre 1871)

### Février
- 14 février : Emmanuel Saguez de Breuvery, prêtre jésuite, enseignant missionnaire et fonctionnaire français de l'ONU (° 28 février 1903)
- 21 février : Peter Tatsuo Doi, premier cardinal japonais, archevêque de Tokyo (° 22 décembre 1892)
- 23 février : Robert Vallery-Radot, journaliste et homme de lettres français, devenu religieux cistercien une fois veuf (° 31 juillet 1885)

### Mars
- 15 mars : François-Xavier Lacoursière, prélat et missionnaire canadien, évêque de Mbarara (° 26 janvier 1885)

### Avril
- 12 avril : Auguste Billaud, prêtre et historien français (° 1er mars 1903)
- 24 avril : Jean-Baptiste Boivin, prélat et missionnaire français, archevêque d'Abidjan (° 9 mars 1898)

### Mai
- 28 mai : Bienheureux Iuliu Hossu, premier cardinal roumain, évêque grec-catholique de Cluj-Gherla, martyr du communisme (° 30 janvier 1885)

### Juin
- 5 juin : Giuseppe Zambonardi, prélat et missionnaire italien, préfet apostolique de Bahr-el-Djebel (° 14 février 1884)

### Juillet
- 10 juillet : 
  - Maurice O'Bready, prêtre, historien et enseignant canadien (° 11 décembre 1901)
  - Maria Orsola Bussone, jeune laïque vénérable italienne (° 2 octobre 1954)

### Août
- 1er août : Giuseppe Pizzardo, cardinal italien de la Curie, précédemment archevêque titulaire de Cyrrhus (de) puis de Nicée (° 13 juillet 1877)

### Septembre
- 16 septembre : Joseph Cucherousset, prélat et missionnaire français, archevêque de Bangui (° 10 octobre 1907)
- 23 septembre : Gaston Courtois, prêtre, personnalité des patronages, auteur, éditeur et journaliste français (° 21 novembre 1897)
- 25 septembre : Georges Jacquot, prélat français, archevêque de Marseille (° 19 novembre 1904)

### Octobre
- 7 octobre : Alphonse-Marie Parent, prêtre et enseignant canadien (° 2 avril 1906)
- 12 octobre : Joseph McGeough (en), prélat américain, diplomate du Saint-Siège et archevêque titulaire d'Émèse (de) (° 29 août 1903)
- 13 octobre : 
  - Eugène-Joseph-Marie Le Bellec, prélat français, évêque de Vannes (° 19 février 1890)
  - Patrice Flynn, prélat français, évêque de Nevers (° 15 août 1874)

### Novembre
- 2 novembre : Richard James Cushing, cardinal américain, archevêque de Boston, précédemment évêque titulaire de Mela (de) (° 24 août 1895)
- 15 novembre : Karl Christian Weber, prélat et missionnaire allemand, premier évêque de Yizhou (° 28 juin 1885)
- 19 novembre : Dolindo Ruotolo, prêtre, théologien, écrivain et serviteur de Dieu italien (° 6 octobre 1882)
- 30 novembre : Henri-Marie Bradet, prêtre dominicain et directeur de revue canadien (° 19 octobre 1913)

### Décembre
- 8 décembre : Benno Gut, cardinal suisse de la Curie, précédemment archevêque titulaire de Thuccabora (de) (° 1er avril 1897)
- 30 décembre : Benedetto Aloisi Masella, cardinal italien de la Curie, précédemment diplomate du Saint-Siège et archevêque titulaire de Césarée-en-Maurétanie (de) (° 29 juin 1879)